# USS Keokuk (1862)
USS Keokuk – okręt pancerny marynarki amerykańskiej (Unii), z okresu wojny secesyjnej. Jedyny okręt swojego typu. Wszedł do służby w marcu 1863 roku, został zatopiony podczas swojej pierwszej akcji w kwietniu tego samego roku podczas szturmu na Charleston.

## Geneza
Po wybuchu wojny secesyjnej siły Konfederacji postanowiły zniwelować niekorzystny dla nich stosunek sił morskich poprzez budowę będących w tym czasie nowością na świecie jednostek opancerzonych (określanych oryginalnie zbiorczym terminem ironclad). Latem 1861 roku konfederaci rozpoczęli przebudowę fregaty „Merrimack” na okręt pancerny CSS „Virginia”. W odpowiedzi na te działania, Departament Marynarki Wojennej Unii kierowany przez Gideona Wellesa zdołał przeforsować w Kongresie własny program budowy okrętów pancernych i 3 sierpnia 1861 r. powołano radę do spraw budowy okrętów pancernych. 7 sierpnia 1861 roku Departament Marynarki zwrócił się do przedstawicieli stoczni o opracowanie w ciągu 25 dni projektu takich okrętów. Z siedemnastu projektów rada wybrała 16 września trzy, w tym najbardziej rewolucyjny okręt wieżowy USS „Monitor”. Wśród odrzuconych projektów znalazł się między innymi okręt o nietypowej konstrukcji opracowany przez Charlesa W. Whitneya z Nowego Jorku, który był już uprzednio zaproponowany przez niego 23 kwietnia tego roku (jako jeden z pierwszych amerykańskich projektów okrętów pancernych), lecz wówczas marynarka nie była jeszcze zainteresowana budową takich jednostek. 
Pomimo odrzucenia w konkursie, Whitney nie zaprzestał prac nad swoim projektem, czego efektem było w końcu przyznanie mu przez Departament Marynarki kontraktu na budowę jednostki 18 marca 1862 roku (jako jedynej z pierwotnie odrzuconych). Na zmianę decyzji w stosunku do okrętu mógł wpłynąć fakt, że przypominał konstrukcją monitor, do których marynarka była entuzjastycznie nastawiona po debiucie „Monitora” w bitwie na Hampton Roads. W stosunku do pierwotnego projektu Whitney zmienił formę kazamat z sześciokątnych na zaokrąglone i zgodził się przyspieszyć termin dostawy ze 150 do 120 dni. 
Budowę kadłuba i maszyn okrętu Whitney zlecił stoczni J.S. Underhill z Nowego Jorku. Budowa rozpoczęła się 14 kwietnia 1862 roku, wodowanie nastąpiło 6 grudnia 1862 roku. Okręt został dostarczony zamawiającemu 24 lutego 1863 roku i wszedł do służby w marcu 1863 roku. Początkowo miał nosić nazwę „Moodna” (dopływ rzeki Hudson), ostatecznie otrzymał nazwę „Keokuk” od miasta, nazwanego z kolei od wodza Indian Keokuka. Koszt okrętu wyniósł 227 507,02 USD, lecz z powodu opóźnienia w budowie Whitney poniósł wysoką karę umowną.

## Opis
Okręt miał nietypową i oryginalną konstrukcję, zbliżoną do monitorów przez kadłub o niskich burtach, mało wystających nad wodę, lecz nie miał wieży obrotowej. Część nadwodna miała formę skorupy żółwia, opadającej do wody. Zamiast wież, okręt posiadał dwie nieruchome pancerne kazamaty, w formie ściętych stożków, wewnątrz których znajdowało się po jednym odprzodowym gładkolufowym dziale Dahlgrena kalibru 279 mm (11 cali). Średnica kazamat u podstawy wynosiła 6,1 m (20 stóp). Działa były ruchome i można było z nich strzelać przez trzy strzelnice w każdej kazamacie, w kierunku do przodu lub na boki z przedniej kazamaty i do tyłu lub na boki z tylnej (kąt ostrzału ze strzelnic wynosił 8° w poziomie i 10° w pionie). Sterówka znajdowała się z tyłu pierwszej kazamaty, wystając ponad nią, nadto między kazamatami znajdował się pojedynczy komin. 
Kadłub konstrukcji żelaznej był podzielony trzema wodoszczelnymi grodziami poprzecznymi. Na dziobie i rufie grodzie, znajdujące się w odległości 6,1 m od stew, oddzielały zbiorniki balastowe, pozwalające na zmianę trymu oraz ewentualnie na zwiększenie zanurzenia o 30 cm dla obniżenia części wystającej ponad wodę. Trzecia gródź znajdowała się przed kotłownią. Wyporność po zbudowaniu wyniosła 840 ton, przewyższając projektową o 172 tony (w publikacjach podawana bywa wyporność 677 ton). Przez to zanurzenie wyniosło 2,82 m, również o około 30 cm większe od projektowego.  Dodatkowo, okręt na dziobie miał 5-stopowy (1,5 m) podwodny taran.

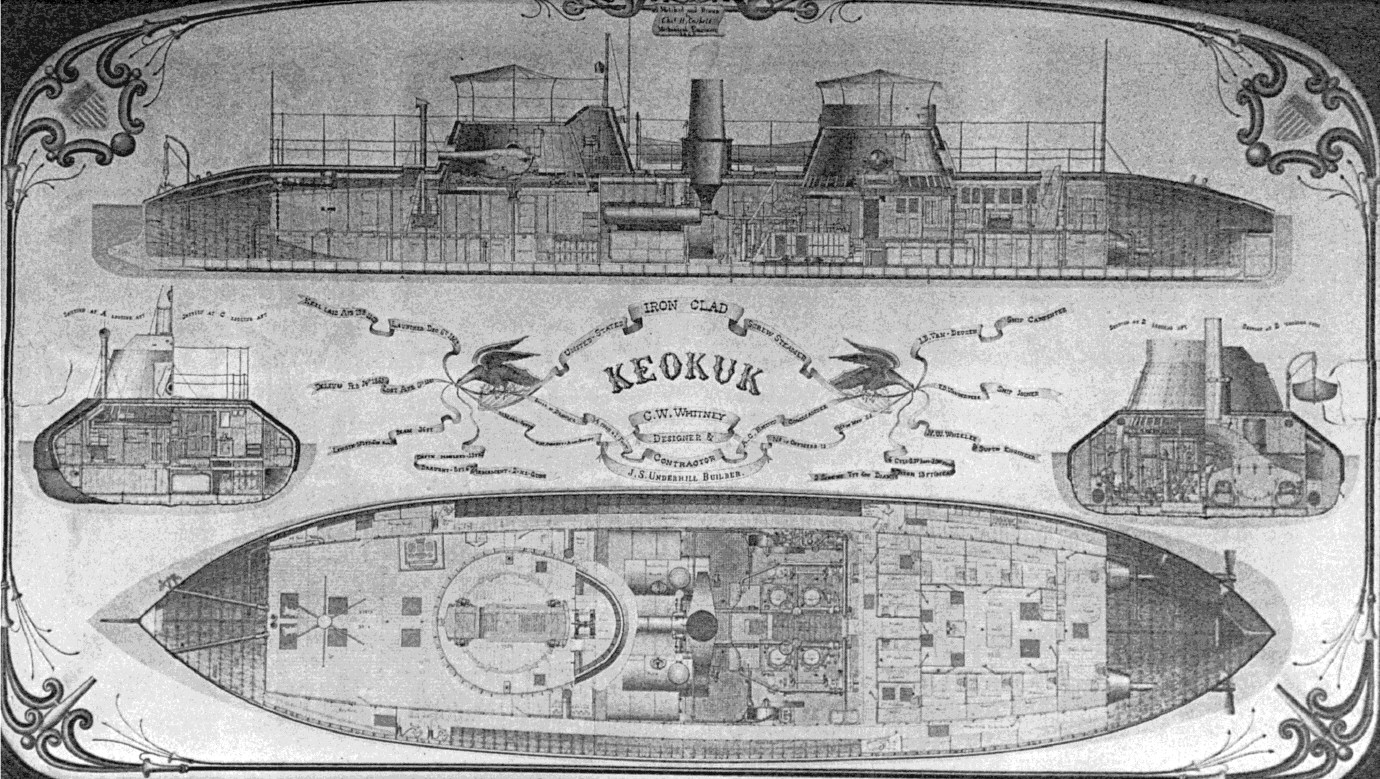
Plan USS „Keokuk”

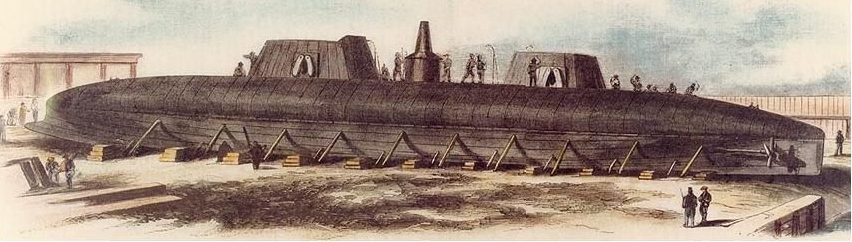
USS „Keokuk” w budowie (obraz)

Nietypowe, ale nie zdające egzaminu w praktyce, było również warstwowe opancerzenie okrętu. Jego główna warstwa miała grubość 4 cali (102 mm) i była zbudowana z ustawionych prostopadle do powierzchni pasów żelaznych grubości 1 cala (25 mm) przekładanych deskami dębowymi grubości 1¼ cala (32 mm). Warstwa ta była przykryta z zewnątrz dwiema warstwami cienkiej żelaznej blachy kotłowej, a od wewnątrz jedną warstwą blachy kotłowej. Ogółem pancerz miał grubość 5¾ cala (146 mm), lecz jego odporność była słaba. Pancerz pokrywał część nadwodną i rozciągał się 91 cm (3 stopy) w dół poniżej linii wodnej.
Unikatowy w okręcie był również napęd – 4-cylindrowa maszyna parowa, napędzająca dwa wały (po dwa cylindry na wał). Pionowe cylindry miały średnicę 23 cale (584 mm) i skok 20 cali (508 mm). Parę dostarczały trzy kotły cylindryczne, umieszczone obok siebie. Okręt bezpośrednio napędzały dwie śruby o średnicy 7 stóp (2,1 m).
Ogólnie, konstrukcja okrętu, pomimo oryginalności, nie zdała egzaminu i „Keokuk” uważany jest za jeden z najmniej udanych okrętów zbudowanych dla floty Unii. 

## Służba
Jedynym dowódcą był komandor por. (Commander) Alexander Rhind. 11 marca 1863 roku okręt opuścił Nowy Jork i został skierowany do Południowoatlantyckiej Eskadry Blokady (South Atlantic Blockading Squadron) pod Charleston. Po krótkiej naprawie w rejonie Hampton Roads, ponownie wyruszył na południe, osiągając Port Royal 26 marca. 5 marca, przed atakiem na Charleston, „Keokuk” oznaczał bojami głębszy tor wodny przed portem.
Pierwszą i ostatnią akcją bojową okrętu był przeprowadzony wspólnie z monitorami atak na forty broniące portu Charleston 7 kwietnia 1863 roku. Atak zakończył się niepowodzeniem z powodu celnego ognia prowadzonego z fortów i wszystkie atakujące okręty zostały uszkodzone. „Keokuk” musiał ominąć uszkodzony monitor „Nahant” i znalazł się w pobliżu fortu Sumter (według różnych relacji, od 550 do 900 jardów), stając się celem ciężkiego ostrzału. Okręt otrzymał około 90 trafień, z tego 19 w okolicy linii wodnej lub poniżej. Jego pancerz okazał się niewystarczający – został wielokrotnie przebity i okręt zaczął nabierać wody. Szesnastu członków załogi łącznie z dowódcą odniosło rany; mimo to, nikt nie zginął na pokładzie. Sam do Fortu Sumter wystrzelił w bitwie tylko sześć pocisków. „Keokuk” wycofał się z akcji i zakotwiczył na noc poza zasięgiem dział, gdzie jego załoga podejmowała wysiłki w celu utrzymania okrętu na wodzie, wspierana przez holownik „Dandelion”. Eskadra Unii następnie również wycofała się spod Charleston. Rano, gdy wiatr wzmógł zalewanie okrętu, „Keokuk” zaczął tonąć i o 7.40 został opuszczony przez załogę, a około pół godziny później zatonął na płyciźnie koło wyspy Morris.

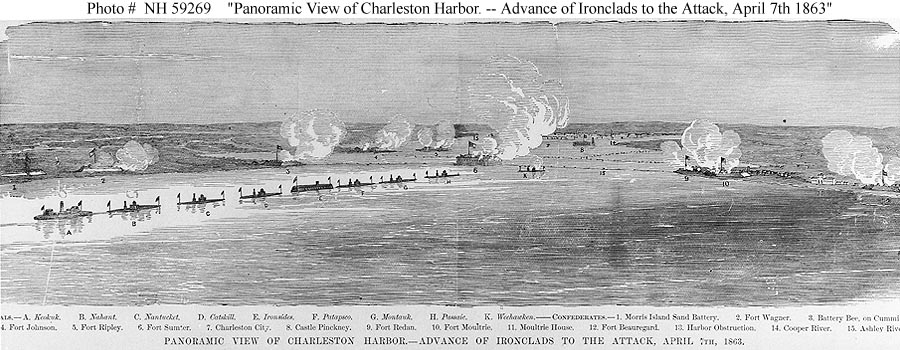
Wizja artystyczna bitwy pod Charlestonem – pierwszy z lewej „Keokuk”, w środku Fort Sumter (nr 6)

11-calowe działa Dahlgrena z wraku „Keokuka” zostały następnie wydobyte przez konfederatów i użyte w systemie obrony Charlestonu, stając się jednymi z najcięższych dział broniących miasta. Jedno z nich jest zachowane w ogrodach White Point Gardens w Charleston.